# Eupithecia immundata
Eupithecia immundata là một loài bướm đêm thuộc họ Geometridae. Nó được tìm thấy ở các vùng núi của châu Âu, cũng như khu vực Bắc Âu.
Sải cánh dài 17–20 mm. Có một lứa một năm con trưởng thành bay vào tháng 6.
Ấu trùng ăn Actaea spicata. Ấu trùng có thể tìm thấy từ cuối tháng 6 đến tháng 8. Chúng sống ở trong quả của thực vật chủ. Nó qua đông trong giai đoạn nhộng.

## Hình ảnh

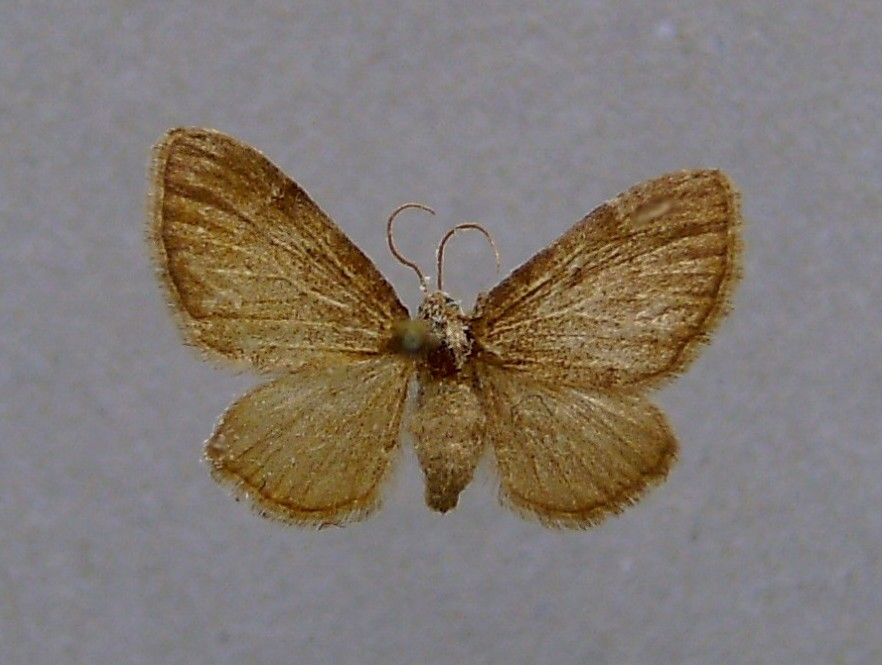